# Vurmat (gmina Podvelka)
Vurmat – wieś w Słowenii, w gminie Podvelka. W 2018 roku liczyła 168 mieszkańców.